# Folwarska Grań

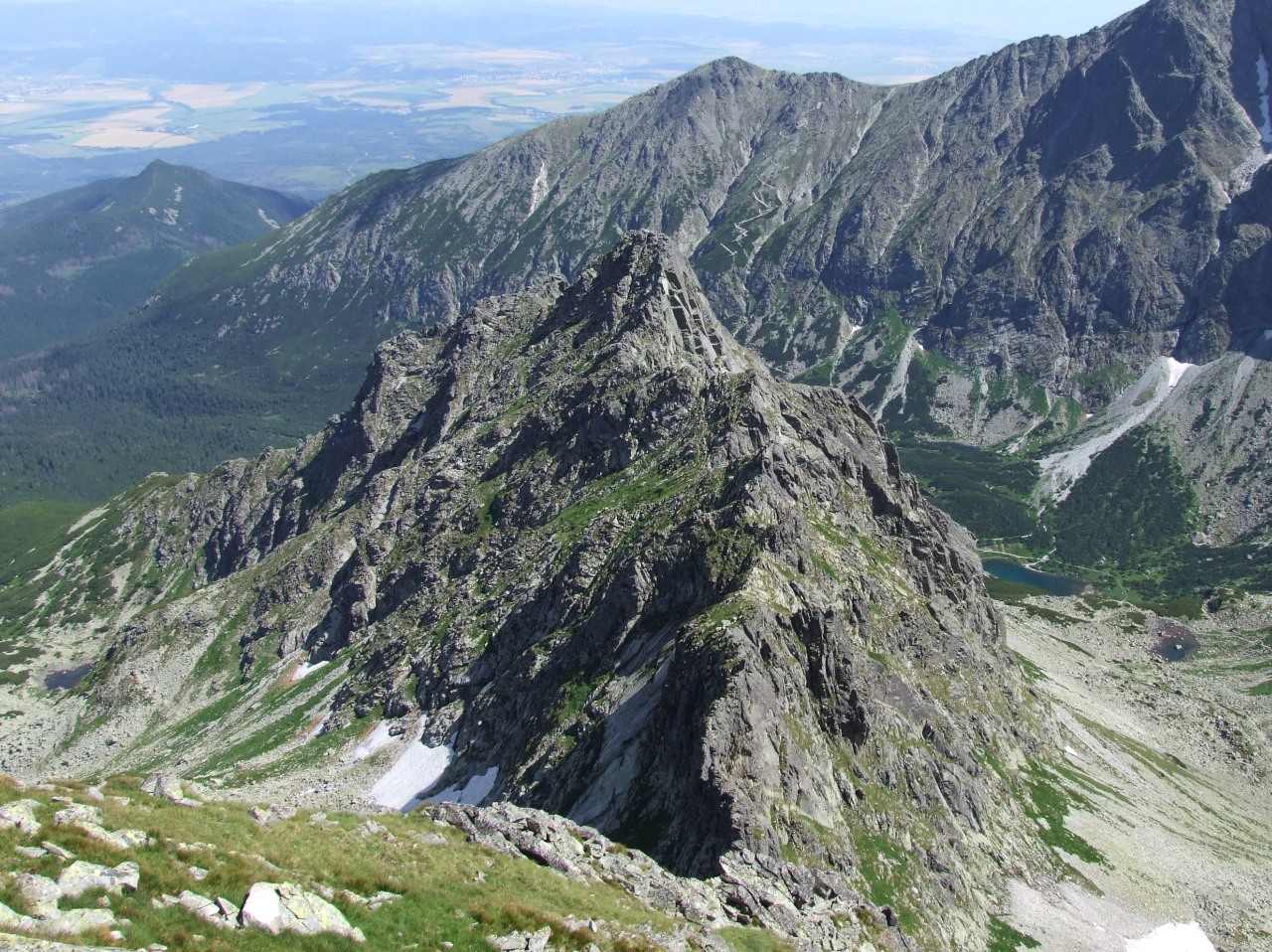
Na środku u góry Rakuska Czuba. Po jej lewej stronie Folwarska Grań. Na pierwszym planie Kozia Turnia

Folwarska Grań (słow. Folvarský hrebeň) – południowo-wschodni grzbiet Rakuskiej Czuby w słowackich Tatrach Wysokich. Opada on od jej szczytu do Doliny Kieżmarskiej, naprzeciwko Przełęczy nad Czerwoną Glinką i Ryniasa (Tatry Bielskie). Biała Woda Kieżmarska opływająca Folwarską Grań tworzy na tym odcinku granicę między Tatrami Wysokimi i Bielskimi. Grań jest szeroka i porośnięta trawami. W jej dolnych fragmentach wiele miejsc jest porośnięte kosodrzewiną i podcięte skałami.
Zbocze grani opadające do Doliny Zielonej Kieżmarskiej nazywane jest Folwarskim Upłazem. Po drugiej stronie grań opada do Wielkiego Żlebu Rakuskiego, wcinającego się między nią a Rakuską Grań i w górnej części tworzącego Rakuski Upłaz. W stokach po stronie tego żlebu znajduje się duża grupa skał, nazywanych Folwarskimi Turniami (Folvarské Turne). Po jej wschodniej stronie w stoki wrzynają się dwa równoległe żleby, objęte wspólną nazwą: Dwojak Folwarski.
Nazwa Folwarskiej Grani pochodzi od spiskiej miejscowości Folwarki (od 1948 nosi ona nazwę Stráne pod Tatrami), która dawniej wypasała stoki Rakuskiej Czuby i Małej Rakuskiej Czubki. Nie prowadzi przez nią żaden szlak turystyczny.

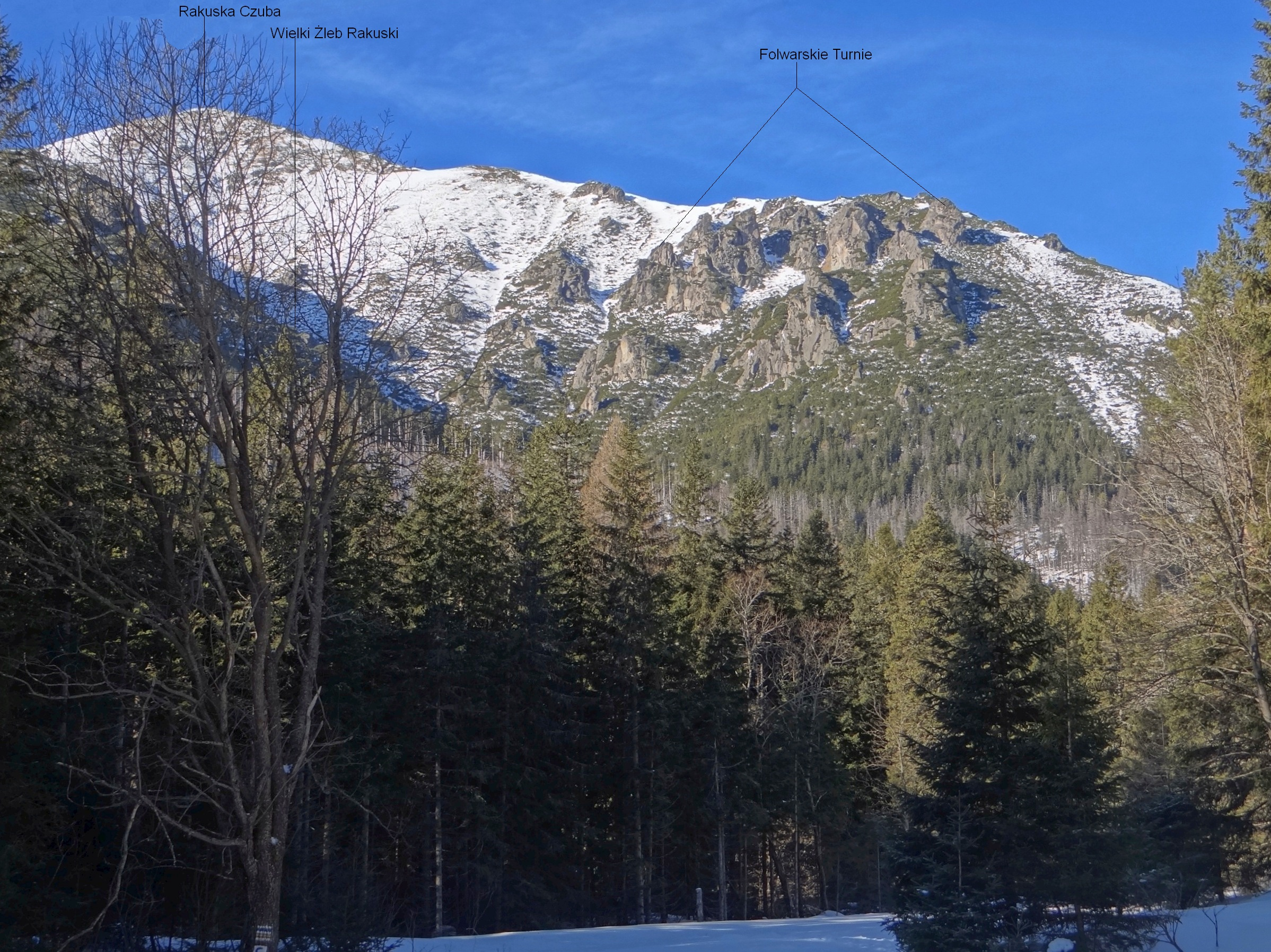
Widok na Folwarską Grań od wschodu